# Siete días siete noches
Siete días siete noches es una película rodada en Cuba en 2001 cámara en mano por su director y guionista Joel Cano. Un fresco barroco, una historia que acontece en Cuba, en verano, en la que se cruzan los destinos de tres jóvenes cubanas, tres mujeres de diferentes procedencias que ven sus vidas complicarse al mismo tiempo. Tres destinos que la cámara sigue en su deambular urbano en un retrato musical y dramático a la vez, con todo el carácter de una de las ciudades más bellas e intensas del mundo. Su título en inglés es Seven Days, Seven Nights y en francés Sept jours, sept nuits. Conocida por ser el film ganador del Globo de Oro (Montgolfière d'or) en la 44es edición del Festival de los 3 Continentes, de Nantes, Francia en 2003.

Orisel Gaspar, one of the lead actresses of Siete días, siete noches (Seven Days, Seven Nights), had written a song especially for the closing ceremony of the Festival of the 3 continents in Nantes, western France. She definitely put her whole heart in her voice when she sung her moving lyrics after Cuban director Joel Cano received the Montgolfière d’Or for the film in which she co-stars. Olivier Delesse. Film Market Director.

La película se ha visto en España en la sección Cine en Construcción en el Festival Internacional de Cine de San Sebastián 2002 y en la sección Horizontes del Festival Internacional de Cine de San Sebastián 2003, y ha sido mostrada en Galicia y Albacete por Orisel Gaspar, una de sus actrices protagonistas, quien presentó el filme en la emblemática sala Capitol en 2018 en la 10.ª Muestra de Cine Cubano de Albacete.
Siete días siete noches se centra en la vida cotidiana de tres mujeres, cual figuras símbolo de resistencia al machismo, a la violencia del entorno de sus vidas cotidianas, que no encuentran otra salida que endurecerse.

Siete días, siete noches del director cubano Joel Cano fue muy bien recibido por el público cuando se proyectó la noche del domingo en el Festival de los 3 Continentes en Nantes. Cano, dramaturgo de formación egresado del Instituto Superior de Arte de La Habana, tuvo diversas experiencias artísticas como dramaturgo, director de escena y novelista (La Isla de Los Quizas, Se vende, El juego de perder el tiempo). Por eso no es de extrañar que sea el director, escritor y DP de su primer largometraje, 7 días, 7 noches... Tres mujeres se cruzan en sus caminos durante una semana en La Habana. Todos provienen de un entorno diferente, pero todos están molestos en el mismo momento… Los hombres no juegan un papel importante en la historia. Son extremadamente débiles en comparación con la fuerte voluntad de las mujeres, especialmente de Nieves. Todo lo que pueden hacer es pelear, pero su violencia superficial no supera su propio miedo a las mujeres. Así que la única esperanza de una vida mejor proviene de las mujeres, gracias a su independencia y su terquedad en un mundo que de otro modo se deteriora... La película ofrece muchos momentos apasionantes que hacen un buen uso del silencio, como cuando Norma comienza a llorar en el aire o cuando María finge haber matado a su propio hijo mientras bebe con Nieves. El realismo se ve reforzado por la técnica de disparo, cámara al hombro, y el uso de luz artificial aparente que da un aspecto de reportaje en directo a algunas escenas. Por ejemplo, cuando Norma sale del estudio de televisión para suicidarse, la cámara la sigue en una habitación totalmente oscura con una linterna aparentemente sostenida por el equipo de filmación… Tanto realista como poética, la película es un bonito tributo a las mujeres. Olivier Delesse. Film Market Director.

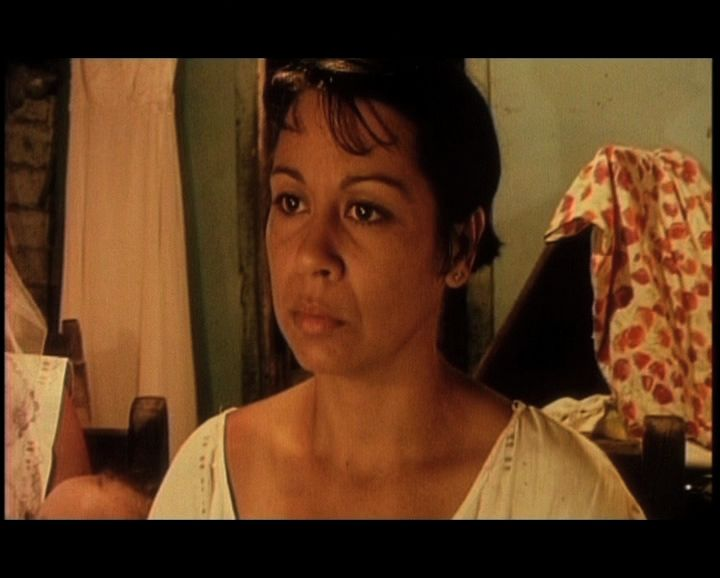
Orisel Gaspar en un fotograma de Siete días siete noches

El rodaje se llevó a cabo en Cuba, en 2001, en locaciones de los poblados Falcón, Oliver, río Sagua La Chica y en casas, azoteas y calles de la Ciudad de La Habana, Cementerio de Manajanabo, en la Necrópolis de Cristóbal Colón (monumento nacional), en el conocido bar-restaurante El gato Tuerto, en la escalinata de la Universidad de La Habana (la Universidad más antigua de Cuba y también una de las primeras de América)y en la Universidad de las Artes, Instituto Superior de Arte (La Habana) única de su tipo en Cuba.
La banda sonora cuenta con los arreglos de Juliem Carballo y las voces de las cantantes cubanas Damarys Figueroa, Daidy Toledo, Geisel Días, Liudmary Chaviano, Orisel Gaspar, entre otras.

## Sobre el director
Joel Cano Obregón cursa estudios de Teatrología y dramaturgia en la Universidad de las Artes, Instituto Superior de Arte (ISA) de La Habana. De reconocida trayectoria en Cuba, publicó y estrenó piezas teatrales como Time Ball, Fallen Angels, Fábula de un país de cera, Fábula del insomnio, Fábula de nunca acabar, Fábula verde, Los aretes que le faltan a la luna. Sus obras han sido editadas en numerosas antologías y puestas en escena en compañías cubanas por directores cubanos de trayectoria, entre ellos Carlos Celdrán, Ariel Bouza (Teatro Pálpito), Rubén Darío Salazar (Teatro de las Estaciones), Vicente Revuelta, Abel González Melo (Teatro de la UC3M), Carlos Alberto Cremata (La colmenita).

## Protagonistas

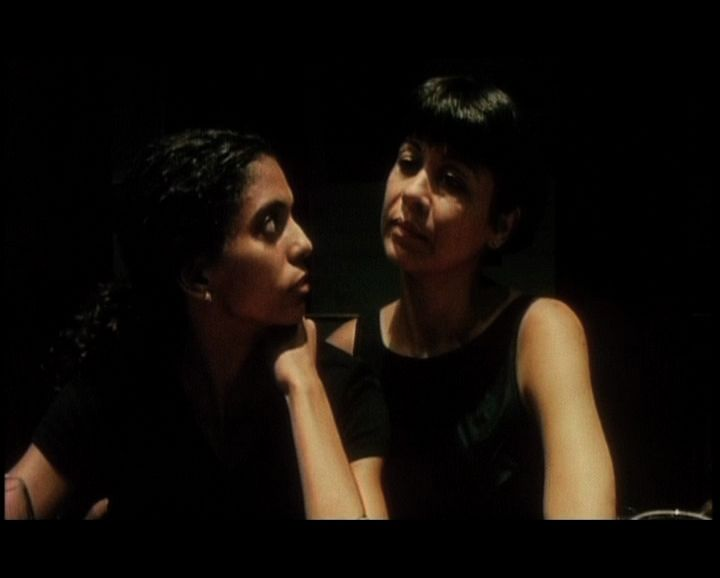
Eruadyé Muñiz y Orisel Gaspar en un fotograma de Siete días siete noches

- Orisel Gaspar (María)
- Eruadyé Muñiz (Nieves)
- Liudmila Alonso (Norma)

## Personajes secundarios
- Ingrid Gonzáles (Marisol)
- Xiomara Palacios (Antonia)
- Geraidi Brito
- Omar Cano (Nene)
- Juliem Carballo

## Ficha técnica
- Guion, realización: Joel Cano
- Título internacional: Seven days, Seven nights
- Título en francés: Sept jours, sept nuits
- Duración 1 h 46 min
- Filmada en Cuba (verano 2001)
- Estreno: 14 de julio de 2004 (Francia)
- Género: Drama
- Dirección de arte: Stephan Weitzel
- Asistente de dirección: Stephan Weitzel
- Cámara: Joel Cano
- Edición: Adeline Yoyotte
- Música original: Joel Cano
- Arreglos: Juliem Carballo
- Edición de sonido: Laurent Bailly
- Productor: Michel Reilhac, Rosanna Seregni, Cyriac Auriol
- Empresas productoras: Les Films du Requin, Sintra Films
- Asistente de producción: Lauraine Heftlerost
- Asistente de posproducción: Nicolas Novak
- Asistente de gerente de producción: Lauraine Heftler
- Coordinador de posproducción: Béraud Valentine
- Filmada con Cámara DV
- Formato: 35 mm – Color

## Presupuesto
Siete días siete noches se hizo con un presupuesto de 100 mil francos, 5O mil que prestó un amigo al director y 50 mil otorgado por el banco bajo crédito. Siete días siete noches tuvo la ayuda Fond sud cinéma del Ministerio de Relaciones Exteriores de Francia que se le otorga a producciones de países “emergentes”. La ayuda de Fond sud cinéma cubrió los gastos de laboratorio para el trnsfer a 35 mm. Cine Cinema, el canal de televisión de pago francés que patrocina el premio Montgolfière d’Or, apoyó la película con una campaña de promoción en sus canales por valor de 15.000 euros.

## Premios
- Globo de Oro (Montgolfière d'Or) 44es Festival de los 3 Continentes, Nantes. Francia 2003.
- Premio Chaumet a la Mejor Interpretación femenina a Ludmila Alonso, Cinéma Tout Ecran, Internacional Cinéma & Televisión Festival, Ginebra 2003.
- Mejor Realización a Joel Cano, Cinéma Tout Ecran, Internacional Cinéma & Televisión Festival, Ginebra 2003.
- Mejor largometraje Festival International Cinéma Nouvelle Génération, Lyon, Francia 2004.
- Mejor Largometraje Festival Internacional de Cine Seoul, Corea del Sur, 2004.

## Selecciones
- 50.º Festival Internacional de Cine de San Sebastián 2002. Sección Cine en Construcción.
- 34es Festival Rencontres Cinelatino de Toulouse 2003. Sección Cine en Construcción 3.
- 51.º Festival Internacional de Cine de San Sebastián - Sección Horizontes (España, septiembre 2003).
- Cinéma Tout Ecran, Internacional Cinéma & Televisión Festival, Ginebra 2003.
- 44es Festival de los 3 Continentes, Nantes. Francia 2003.
- Festival Internacional de Cine de Seattle 2004.
- Festival Internacional de Cine Seoul, Corea del Sur, 2004.
- Festival International Cinéma Nouvelle Génération, Lyon, Francia 2004.
- 14 Festival Cinema Africano, D'Asia E America Latina. 2005.
- 4th Tbilisi International Film Festival (TIFF). Georgia 2005.
- 23 Annual Minneapolis St. Paul International Film Festival 2005.
- 32.º Mostra Internacional de Cinema. Sao Paulo International Film Festival 2008.

## Presentaciones en España
Siete días siete noches ha sido presentada en Galicia y Albacete por Orisel Gaspar Rojas, protagonista del filme. 
Chan da Lagoa.
Centro cívico Casco Vello.
A cova dos ratos.
Casa das mulleres.
Cine Capitol. 10.ª Muestra de Cine Cubano en Albacete 2018.
Ciclo de Cine Latinoamericano, Casa das mulleres.
Ateneo Atlántico.